# Vận đơn hàng không
Vận đơn hàng không (tiếng Anh: air waybill (AWB) hoặc air consignment note) là một chứng từ do hãng hàng không vận chuyển phát hành để xác nhận hợp đồng vận chuyển hàng hóa bằng máy bay. Nó không phải là tiêu đề của hàng hóa. Vận đơn hàng không là vận đơn không thể chuyển nhượng.

## Mô tả
Vận đơn hàng không là một chứng từ rất quan trọng được phát hành trực tiếp bởi nhà cung cấp dịch vụ hoặc thông qua đại lý uỷ quyền. Nó là tài liệu chứng từ vận chuyển không thể chuyển nhượng bao gồm việc vận chuyển hàng hóa từ sân bay này đến sân bay khác.
Mã vận đơn hàng không bao gồm 11 ký tự số có thể sử dụng để đặt cọc, kiểm tra tình trạng vận chuyển, và vị trí hiện tại của đơn hàng.
Vận đơn hàng không thường được phát hành ít nhất 8 bản với nhiều màu khác nhau. Ba bản đầu tiên được gọi là bản gốc. 
- Bản gốc số 1 có màu xanh lá, dành cho người chuyên chở.
- Bản gốc số 2 có màu hồng, dành cho người nhận hàng.
- Bản gốc số 3 có màu xanh dương, dành cho người gửi hàng.

Sau bản gốc, các bản copy thường có màu trắng được đánh số thứ tự từ số 4.

## Chức năng
Những chức năng chính của vận đơn hàng không bao gồm:
- Hợp đồng vận chuyển: Đằng sau mỗi bản gốc của vận đơn hàng không đều có điều khoản hợp đồng của tài liệu vận chuyển.
- Chứng nhận việc nhận hàng hóa: Khi người gửi giao hàng để được chuyển tiếp, người đó sẽ nhận được biên lai. Biên lai là bằng chứng xác nhận hàng hóa đã được bàn giao trong tình trạng tốt cũng như hướng dẫn vận chuyển, cũng như văn bản chỉ thị chất chở hàng đã được chấp nhận. Sau khi hoàn thành, bản gốc của vận đơn hàng không được đưa cho người gửi như bằng chứng việc chấp nhận hàng hóa và hợp đồng vận chuyển.
- Hoá đơn thanh toán cước phí: vận đơn hàng không có thể được sử dụng như hoá đơn hoặc biên nhận cùng với tài liệu hỗ trợ vì nó có thể chỉ ra những khoảng phí mà người nhận phải trả, phí do đại lý hoặc vận chuyển. Bản gốc của vận đơn hàng không được sử dụng cho kế toán của nhà vận chuyển.
- Chứng từ bảo hiểm.
- Khai hải quan: mặc dù cục hải quan yêu cầu nhiều loại chứng từ như hoá đơn thương mại, phiếu đóng gói hàng hóa,...[2] vận đơn hàng không cũng là bằng chứng về số lượng hàng hóa vận chuyển hoặc có thể cần để cho việc thông quan.

Định dạng của vận đơn hàng không được thiết kế bởi IATA và có thể sử dụng cho vận chuyển nội địa và quốc tế. Có hai mẫu vận đơn là mẫu bao gồm logo hãng hàng không và vận đơn trung lập.
Thông thường, hãng vận đơn hàng không được phân phối cho đại diện hàng hóa IATA của hãng hàng không IATA.
Vận đơn hàng không hiển thị:
- Tên nhà vận chuyển
- Địa chỉ trụ sở chính
- Logo
- Mã vận đơn hàng không 11 chữ số

Có thể hoàn tất thủ tục khai vận đơn hàng không qua hệ thống máy tính. Chương trình e-Air Waybill (e-AWB) và hiệp định đa phương e-AWB của IATA loại bỏ yêu cầu thủ tục cấp vận đơn hàng không bằng văn bản giấy và cho phép sử dụng tài liệu vận đơn hàng không điện tử.

## Mã số vận đơn hàng không
Mã số vận đơn bao gồm 11 chữ số và 3 phần.
- 3 chữ số đầu tiên là tiền tố hãng hàng không[4][5]
- 7 chữ số kế tiếp là số sê ri của mã vận đơn
- Chữ số cuối cùng là số kiểm tra
  - Mã số kiểm tra được tính bằng cách lấy 7 chữ số sê ri chia cho 7. Số dư còn lại chính là số kiểm tra. Ví dụ: số sê ri 8114074 chia cho 7 được 1159153 dư 3. Để tính số dư cách dễ dàng hơn bạn có thể lấy 7 số sê ri chia cho 7, sau đó trừ đi số nguyên của nó, ví dụ 8114074 chia 7 = 1159153.428571429; 1159153.428571429 - 1159153 =  0.428571429; nhân kết quả với 7 và bạn sẽ lấy được số kiểm tra bằng cách làm tròn lên hoặc xuống với số nguyên gần nhất. Lấy 0.428571429 x 7 = 3,000.... vì vậy số sê ri + số kiểm tra là 81140743.[6]